# Royal Irish Fusiliers
Le Royal Irish Fusiliers (Princess Victoria's) était un régiment d'infanterie de ligne irlandais de la British Army, formé par la fusion du 87e régiment d'infanterie (Prince of Wales's Irish) et du 89e régiment d'infanterie (Princess Victoria's) en 1881. Le premier titre du régiment en 1881 était Princess Victoria's (Royal Irish Fusiliers), changé en 1920 en Royal Irish Fusiliers (Princess Victoria's). Entre sa formation et l'indépendance de l'Irlande, il était l'un des huit régiments irlandais.
En 1968, les Royal Irish Fusiliers (Princess Victoria's) ont été fusionnés avec les autres régiments de la North Irish Brigade, les Royal Inniskilling Fusiliers et les Royal Ulster Rifles, pour devenir les Royal Irish Rangers.

## Historique

### Débuts

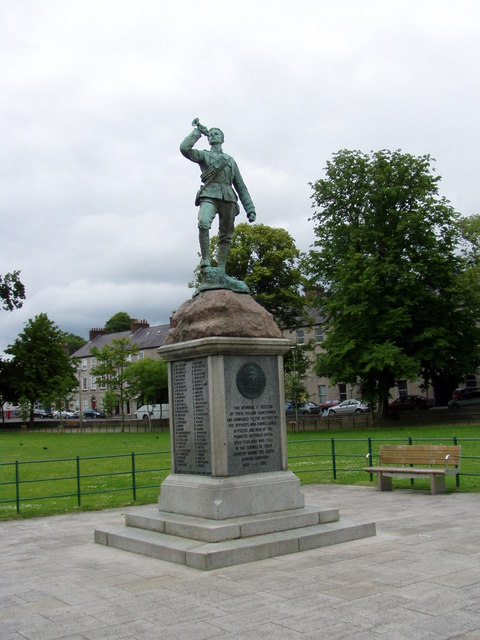
Mémorial à Armagh dédié aux hommes du Royal Irish Fusiliers morts pendant la deuxième guerre des Boers

Le régiment a été créé en 1881 dans le cadre des réformes Childers par la fusion du 87e régiment d'infanterie (Prince of Wales's Irish) et du 89e régiment d'infanterie (The Princess Victoria's). Le régiment doit son surnom, les Faughs, à son cri de guerre irlandais "Faugh A Ballagh" (Fág a' Bealach, qui signifie "Dégagez la voie") lors des guerres napoléoniennes. Les distinctions régimentaires comprenaient un panache vert porté sur le côté gauche de la coiffure et une harpe irlandaise faisant partie de l'insigne. C'était le régiment de comté pour Armagh, Monaghan et Cavan, avec son dépôt à la caserne Gough à Armagh. Sur le plan militaire, l'ensemble de l'Irlande était administré comme un commandement distinct au sein du Royaume-Uni, avec un quartier général de commandement à Parkgate, (Phoenix Park) Dublin, directement sous l'autorité du bureau de la guerre à Londres.
Le 1er bataillon a participé à la guerre anglo-égyptienne en 1882.
Les deux bataillons ont servi en Afrique du Sud pendant la seconde guerre des Boers (1899-1902). Le 1er bataillon a participé à la bataille de Talana Hill en octobre 1899 et aux divers engagements qui ont mené à la libération de Ladysmith. Le 2e bataillon, quant à lui, participe à la bataille des hauteurs de Tugela en février 1900. Le 2e bataillon est commandé par le colonel Richard S. H. Moody de janvier 1901 jusqu'à la fin de la campagne en juin 1902, date à laquelle une partie du bataillon retourne en Angleterre sur le SS Custodian, qui débarque à Southampton en août 1902. Environ 500 officiers et hommes du 1er bataillon rentrent chez eux sur le SS Pinemore en octobre 1902, alors que la guerre a pris fin trois mois plus tôt. Le 2e bataillon quitte l'Afrique du Sud pour l'Inde britannique au début de l'année suivante et est stationné à Rawalpindi.
En 1908, les Volontaires et la Milice sont réorganisés au niveau national, les premiers devenant la Territorial Force et la seconde la Réserve spéciale ; le régiment compte désormais deux bataillons de Réserve mais aucun bataillon territorial,.

### Première Guerre mondiale

#### Armée régulière
Le 1er bataillon débarque à Boulogne-sur-Mer au sein de la 10e brigade de la 4e division en août 1914 pour servir sur le front occidental et subit de lourdes pertes lors de la bataille du Cateau en août 1914. Le 2e bataillon débarque au Havre dans le cadre de la 82e brigade de la 27e division en décembre 1914 pour servir sur le front occidental, mais se rend à Salonique en décembre 1915 pour servir sur le front macédonien avant de se rendre en Égypte pour servir en Palestine en septembre 1917. En réponse au déclenchement de la Première Guerre mondiale, le 7e bataillon a été levé pour la première fois et commandé par la suite par le colonel Richard S. H. Moody,.
Le 3e bataillon (de réserve) a participé aux opérations visant à mettre fin à l'insurrection de Pâques à Dublin en 1916. Deux des Royal Irish Fusiliers ont été tués et six autres blessés,.

#### Nouvelles armées

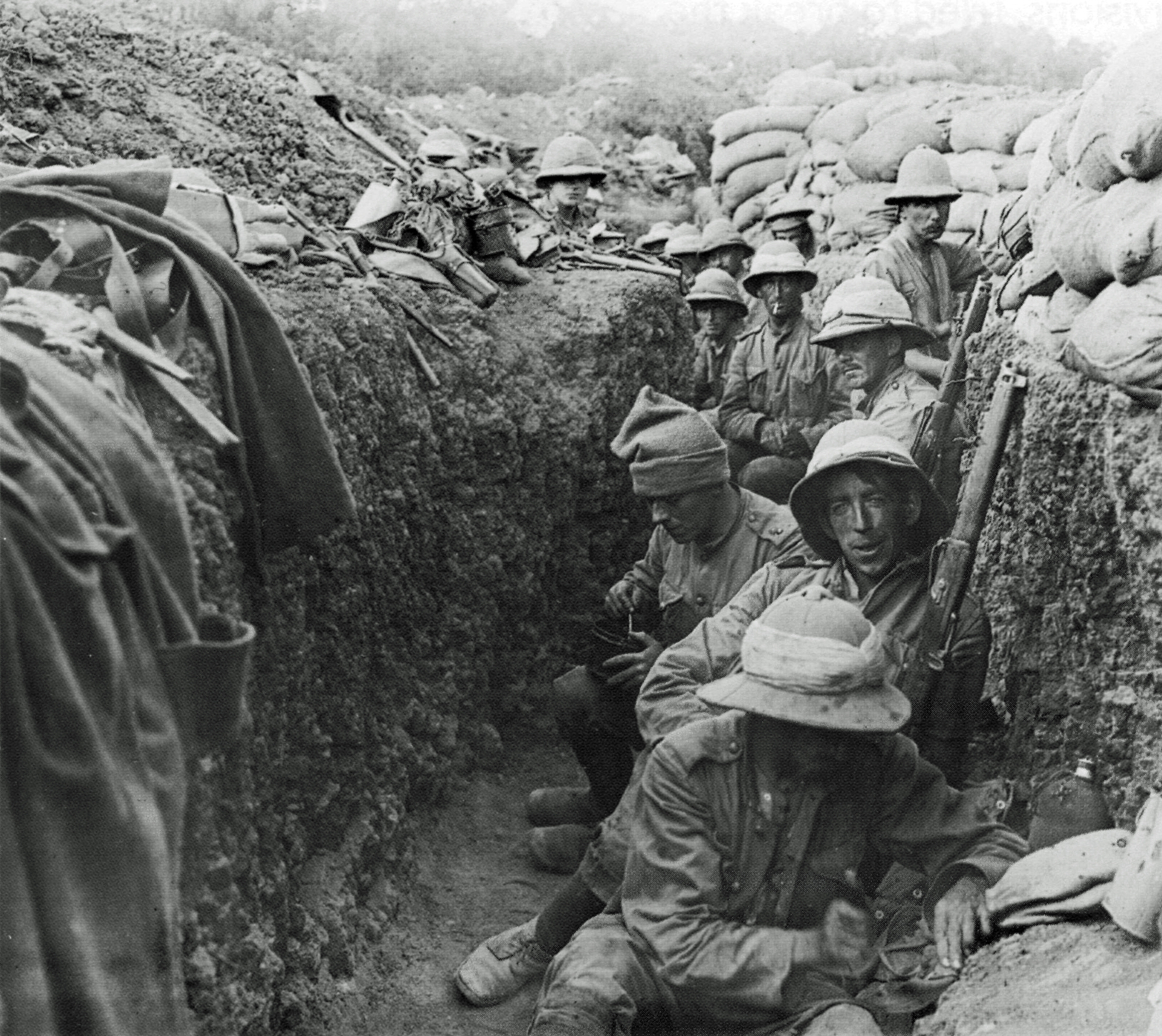
Troupes des Royal Irish Fusiliers servant à Gallipoli à l'automne 1915

Le 5e bataillon (de service) et le 6e bataillon (de service) débarquent dans la baie de Suvla à Gallipoli au sein de la 31e brigade de la 10e division (irlandaise) en août 1915, mais sont transférés à Salonique en octobre 1915 pour servir sur le front macédonien. Le 7e bataillon (de service), commandé par le lieutenant-colonel Frederic Thornton Trevor Moore, et le 8e bataillon (de service), commandé par le colonel John Southwell Brown, débarquent en France au sein de la 49e brigade de la 16e division (irlandaise) en février 1916 pour servir sur le front occidental. Le 9e bataillon (de service) (County Armagh) débarque à Boulogne-sur-Mer dans le cadre de la 108e brigade de la 36e division (Ulster) en octobre 1915 pour servir sur le front occidental.

### Entre deux guerres
Avec l'indépendance de l'État libre d'Irlande en 1922, tous les régiments d'infanterie de ligne irlandais de l'armée britannique devaient être dissous. Toutefois, cette décision a été modifiée par la suite pour exclure quatre bataillons. Après une campagne réussie des Royal Irish Fusiliers (Princess Victoria's), il a été convenu que la dissolution ne concernerait pas le régiment le plus jeune, mais les deux bataillons les plus jeunes. Il s'agit du 2e bataillon des Royal Irish Fusiliers, l'ancien 89th Foot, et du 2e bataillon des Royal Inniskilling Fusiliers, l'ancien 108e régiment (Madras). Le 2e bataillon a été reconstitué en 1938.

### Seconde Guerre mondiale

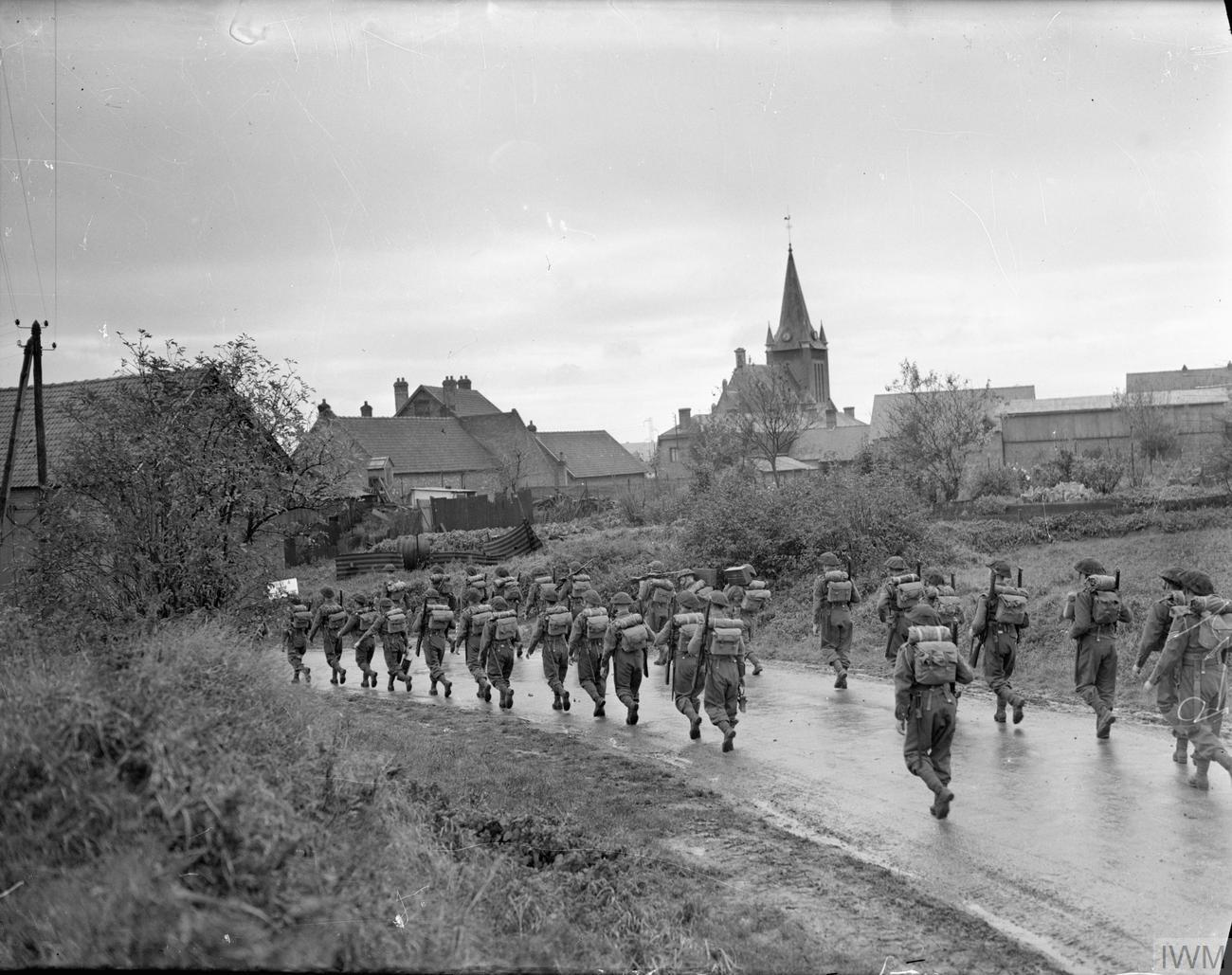
Les Royal Irish Fusiliers en France, octobre 1939

Le 1er bataillon, qui servait à l'origine dans la 25e brigade d'infanterie de la 50e division, a été envoyé en France au début de l'année 1940 pour rejoindre le reste du corps expéditionnaire britannique. Le bataillon a participé à la bataille de Dunkerque et a dû être évacué. Après Dunkerque, le bataillon fait partie de la 210e brigade d'infanterie indépendante (Home), qui devient plus tard la 38e brigade (irlandaise). La brigade est d'abord rattachée à la 6e division blindée et sert avec elle au début de la campagne de Tunisie jusqu'au 2 février 1943, date à laquelle elle est échangée avec la 1re brigade de la 78e division Battleaxe. Le bataillon est resté avec la division pendant le reste de la guerre, participant aux combats en Sicile, où la Brigade irlandaise a combattu avec succès lors de la bataille de Centuripe en août 1943. Les succès remportés en Sicile ont été suivis par les débarquements sur le continent italien. Au cours de son service en Italie, le bataillon a pris part à de nombreuses traversées de rivières et batailles, la plus célèbre étant sans doute la bataille de Monte Cassino, l'une des plus dures de toute la campagne et qui a vu sa dernière bataille lors de l'opération Grapeshot.
Le 2e bataillon, anciennement le 89e régiment d'infanterie, a servi tout au long du siège de Malte de 1940 à 1943, avec la 4e brigade d'infanterie (Malte), plus tard renumérotée 234e brigade d'infanterie. Le bataillon fut perdu lors de la bataille de Leros en septembre 1943 et de la bataille de Kos en octobre 1943 et dut être reformé par la suite.

### Après-guerre
Les 1er et 2e bataillons sont fusionnés pour former le 1er bataillon en septembre 1948. Le régiment est déployé en Jordanie en juin 1949 et à Gibraltar en décembre 1949, avant d'arriver aux Border Barracks à Göttingen en novembre 1950. Il est transféré à la caserne Brooke à Berlin en juin 1953, puis retourne au Royaume-Uni en juin 1964. Le régiment est déployé en Corée en juillet 1954 et au Kenya en janvier 1955 en réponse à la révolte des Mau Mau. Il rejoint les casernes Harding à Wuppertal en juin 1956 et est déployé en Libye en août 1958 avant d'être transféré aux casernes Trenchard à Celle en octobre 1961. Elle est envoyée en mission de maintien de la paix à Chypre en juin 1964 avant de rentrer au pays en septembre 1965. Elle est déployée au Swaziland en avril 1966 et à Aden en décembre 1966. En juillet 1968, les Royal Irish Fusiliers (Princess Victoria's) ont été fusionnés avec les autres régiments de la North Irish Brigade, les Royal Inniskilling Fusiliers et les Royal Ulster Rifles pour devenir les Royal Irish Rangers.

## Musée régimentaire
Le Royal Irish Fusiliers Museum est situé sur le Mall à Armagh, dans le comté d'Armagh, en Irlande du Nord. Les objets exposés comprennent des uniformes, des médailles, des insignes et les deux Croix de Victoria remportées par le régiment.

## Honneurs de guerre
Le régiment a reçu les honneurs de guerre suivants. Les distinctions indiquées en gras pour les deux guerres mondiales sont celles qui ont été choisies pour figurer sur le drapeau des rois :
- 87e régiment d'infanterie : Monte Video, Talavera, Barrosa, Tarifa, Vittoria, Nivelle, Orthes, Toulouse, Peninsula, Ava
- 89e régiment d'infanterie : Égypte, Java, Niagara, Ava, Sébastopol
- Tel-el-Kebir, Égypte 1882-84, Secours de Ladysmith, Afrique du Sud 1899-1902
- Grande Guerre (14 bataillons) : Le Cateau, retraite de Mons, Marne 1914, Aisne 1914, Armentières 1914, Hill 60, Ypres 1915 '17 '18, Gravenstafel, St. Julien, Frezenberg, Bellewaarde, Somme 1916 '18, Albert 1916, Guillemont, Ginchy, Le Transloy, Arras 1917, Scarpe 1917, Messines 1917 '18, Langemarck 1917, Cambrai 1917, St. Quentin, Rosières, Lys, Bailleul, Kemmel, Courtrai, France et Flandres 1914-18, Kosturino, Struma, Macédoine 1915-17, Suvla, Débarquement à Suvla, Colline du cimeterre, Gallipoli 1915, Gaza, Jérusalem, Tell 'Asur, Megiddo, Naplouse, Palestine 1917-18
- Seconde Guerre mondiale : Retrait à Escaut, St Omer-La Bassée, Bou Arada, Ferme Stuka, Oued Zarga, Djebel bel Mahdi, Djebel Ang, Djebel Tanngoucha, Adrano, Centuripe, Traversée de Salso, Traversée de Simeto, Malleto, Termoli, Trigno, Sangro, Fossacesia, Cassino II, vallée du Liri, ligne Trasimene, Monte Spaduro, Monte Grande, trou d'Argenta, canal de San Nicolo, Leros, Malte 1940

## Croix de Victoria
Récipiendaires de la Croix de Victoria :
- Soldat de deuxième classe Robert Morrow 1e Bataillon, 1915, Messines[29].
- Lieutenant Geoffrey Cather, 9e Bataillon. 1916. Hamel, Somme[30]

## Colonels du régiment
Les colonels du régiment étaient :
Princess Victoria's (Royal Irish Fusiliers)
- 1881-1883 : (1er bataillon) Gén. Sir Charles Hastings Doyle (ex 87e (Royal Irish Fusiliers))
- 1881-1887 : (2e bataillon seulement jusqu'en 1883) Gén. John Arthur Lambert
- 1887-1897 : Général Augustus Halifax Ferryman
- 1897 : Général Thomas Casey Lyons
- 1897-1899 : Général de corps d'armée Sir Alexander Hugh Cobbe
- 1899-1923 : Général de division Thomas Rennie Stevenson

Royal Irish Fusiliers (Princess Victoria's) (1921)
- 1923-1937 : Général de corps d'armée Sir Thomas Edwin Scott
- 1937-1946 : Général de brigade Adrian Beare Incledon-Webber
- 1946-1954 : F.M. Sir Gerald Walter Robert Templer, KG, GCB, GCMG, KBE, DSO
- 1960-1968 : Général de division Thomas Patrick David Scott, CB, CBE, DSO

*1968 Le régiment est fusionné avec les Royal Inniskilling Fusiliers et les Royal Ulster Rifles pour former les Royal Irish Rangers.

## Mémoriaux de la Grande Guerre
- Jardins du Mémorial national irlandais de la guerre, Dublin.
- Tour d'Ulster Thiepval, France.
- Parc irlandais de la paix Messines, Belgique.
- Porte de Menin Ypres, Belgique.
- Mémorial de Helles Cap Helles, péninsule de Gallipoli, Turquie